# 克洪克森 (紐約州)
克洪克森（英語：Kerhonkson）是位於美國紐約州阿爾斯特縣的普查規定居民點。

## 人口
根據2020年美國人口普查的數據，克洪克森的面積為13.70平方千米，皆為陸地。當地共有人口1722人，而人口密度為每平方千米125.69人。